# Яр Сухий
Яр Сухий — балка (річка) в Україні у Компаніївському районі Кіровоградської області. Ліва притока річки Сугоклії (басейн Південного Бугу).

## Опис
Довжина балки приблизно 5,53 км, найкоротша відстань між витоком і гирлом — 4,08 км, коефіцієнт звивистості річки — 1,36. Формується декількома струмками та загатами. На деяких ділянках балка пересихає.

## Розташування
Бере початок на південно-західній стороні від села Червоновершка. Тече переважно на північний захід через село Трудолюбівку і впадає в річку Сугаклію, праву притоку річки Інгулу.

## Цікаві факти
- У XX столітті на балці існували скотний двір та газова свердловина[2].